# 毛叶水锦树
毛叶水锦树（学名：Wendlandia villosa）为茜草科水锦树属下的一个种。